# Bee Gees Mr Natural (EP3)

## Közreműködők
- Barry Gibb – ének, gitár
- Maurice Gibb – ének,  gitár, zongora, orgona, basszusgitár
- Robin Gibb – ének
- Alan Kendall –  gitár
- Dennis Bryon  –  dob
- Geoff Westley – billentyűs hangszerek
- Jim Keltner – dob
- stúdiózenekar

## A lemez dalai
- Voces (Voices)  (Barry, Robin és Maurice Gibb)  (1974), stereo 3:50, ének: Barry Gibb, Robin Gibb
- Podria ser alguien (Wouldn't I Be Someone)  (Barry, Robin és Maurice Gibb) (1972), stereo 3:20, ének: Barry Gibb, Robin Gibb
- Tira una moneda (Throw A Penny) (Barry és Robin Gibb)  (1973), stereo 3:40, ének: Barry Gibb, Robin Gibb
- Da una man consigue un amigo (Give A Hand Take A Hand)  (Barry és Maurice Gibb)  (1969), stereo 3:40, ének: Barry Gibb